# Palaemon concinnus
Palaemon concinnus ist eine Garnelenart aus der Gattung der Felsengarnelen (Palaemon) innerhalb der Familie der Felsen- und Partnergarnelen (Palaemonidae).

## Merkmale
Die Weibchen werden etwa 70 mm groß, wohingegen die Männchen nur 60 mm groß werden. Die distale Hälfte des sich leicht verjüngenden Rostrum ist leicht nach oben gebogen. Die Rostralformel ist 1+5–8/3–7 (subapikale Zähne+rückenseitige Zähne/bauchseitige Zähne). Am basalen Segment der vorderen Antennen befindet sich distolateral (vom Körper weg-seitlich) ein Dorn, der deutlich den danebenliegenden distalen, konvexen Rand des Segmentes überragt. Der freie Teil des kürzeren Astes (Ramus) des dorsalen Flagellums der Antennula ist 3,5- bis 6-mal so lang wie der verschmolzene Teil. Die Mandibeln tragen drei segmentierte Palpi. Das erste Schreitbein mit Carpus ist 2,5- bis 3-mal so lang wie die Chela, das zweite Schreitbein mit Carpus 1,5- bis 2-mal so lang wie die Chela. Am fünften abdominal Pleuron befindet sich ein distoventraler Dorn, am ersten Pleopod der Männchen befindet sich am Rand des Endopod ein Appendix.
Das Rostrum ist weitgehend transparent, nur distal befinden sich wenige Chromatophoren. Auf dem Carapax bilden verstreute Chromatophoren schwach rotbraune Linien. Am Bauchbereich formen dichtere Chromatophoren ein kräftiges horizontales Band über die Pleuren. Zwischen dem vierten und fünften sowie dem fünften und sechsten abdominalen Segment befindet sich seitlich ein schwach brauner Fleck. Am hinteren Ende des sechsten abdominalen Segmentes befindet sich unter der Cuticula ein dunkler Fleck. Das Gelenk zwischen Carpus und Chela des zweiten Schreitbeins ist orange, das zwischen Carpus und Merus ist leicht orange gefärbt. Das Gelenkt zwischen Propodus und Carpus sowie Carpus und Merus am dritten bis fünften Schreitbein ist rot-orange pigmentiert. Die Eier sind Eier cremeweiß.
Palaemon concinnus ist die einzige Art der Gattung, bei der sich am Endopodit des ersten Pleopod ein rudimentärer Anhang befindet. Dieses Merkmal teilt Palaemon concinnus mit den Arten der vier Gattungen Brachycarpus, Leander, Leandrites und Urocaridella der Unterfamilie der Felsengarnelen. Es ist jedoch nicht ausreichend um eine Einordnung von Palaemon concinnus in eine der anderen Gattungen zu rechtfertigen.

## Verbreitung
Palaemon concinnus ist im Indopazifik Raum weit verbreitet. Sie kommt vom Sueskanal bis Südafrika und nach Osten bis nach Hongkong, den Philippinen, Indonesien, den Marshallinseln, Französisch-Polynesien und Fidschi vor.

## Lebensraum
In der Literatur finden sich Hinweise auf das Vorkommen in Süß-, Brack- und Salzwasser. Allerdings ist unklar, ob die Art tatsächlich in ihrem Verbreitungsgebiet in allen drei Wassertypen vorkommt. Sie scheint in der Regel Süßwasser oder leicht brackige Gewässer zu bewohnen, Vorkommen in marinen Lebensräumen bedürfen einer Bestätigung.